# Гринь Юрій Сидорович
Гринь Юрій Сидорович (22 квітня 1892, Полтава — 28 серпня 1921, Київ) — український військовий і громадсько-політичний діяч, після окупації України більшовиками — підпільник.

## Життєпис
Юрій Сидорович Гринь народився 22 квітня 1892 року у Полтаві. Закінчив історико-філологічний факультет Петербурзького університету. В російській армії служив у гренадерському полку. Активний учасник українізації російського війська. Останнє звання у російській армії — поручник. 
З 1918 року Юрко Гринь — начальник інспекторського відділу охорони залізниць Української Держави. Учасник Антигетьманського повстання, під час якого, у листопаді-грудні 1918 року, був старшиною для доручень при штабі Директорії УНР. Після того — начальником інспекторського відділу охорони Південно-Західної залізниці. У 1919 році займав посаду волосного військового начальника. З 7 вересня 1919 року перебував у резерві Головного управління Генерального штабу Дієвої армії УНР.
Після захоплення Києва більшовиками займав посаду уповноваженого Київського повітового відділу охорони здоров'я. Разом з дружиною Юлією Кривицькою (за іншими даними Криницька) брав участь в організації Всеукраїнського центрального повстанського комітету. Очолював підпільну Київську міську військову організацію, яка базувалася в школі Червоних старшин. Був повноважними представником ВУЦПК з організації повстанського руху на Полтавщині та Чернігівщині. Після ліквідації чекістами Всеукраїнського центрального повстанського комітету, разом з дружиною був розстріляний за вироком суду 28 серпня 1921 року.